# Noelia Zeballos
Noelia Zeballos Melgar ( 2 de mayo de 1994 ) es una tenista de origen boliviano.

## Trayectoria
Zeballos Melgar tiene una clasificación individual más alta de su carrera por la Asociación de Tenis Femenino (WTA) de 479, alcanzada el 29 de agosto de 2022. También tiene un ranking de dobles de la WTA de 342, el más alto de su carrera, logrado el 12 de septiembre de 2022. Zeballos ha ganado dos títulos de individuales de la ITF y 14 títulos de dobles de la ITF.
Jugando para el equipo de Fed Cup de Bolivia, tiene un récord de victorias y derrotas de 22-27.
Su hermano Federico también es tenista profesional.

## Finales del Circuito ITF

### Individuales: 5 (2 títulos, 3 subcampeonatos)
| Premios                |
| ---------------------- |
| torneos de USD 100,000 |
| torneos de USD 80,000  |
| torneos de USD 60,000  |
| torneos de USD 25,000  |
| torneos de USD 15,000  |
| torneos de USD 10,000  |

| Finales por superficie |
| ---------------------- |
| Dura (0–0)             |
| Arcilla (2–5)          |
| Hierba (0–0)           |
| Carpeta (0–0)          |

| Resultado | V–P | Fecha             | Torneo                     | Nivel  | Superficie | Adversario              | Puntaje       |
| --------- | --- | ----------------- | -------------------------- | ------ | ---------- | ----------------------- | ------------- |
| Victoria  | 1-0 | julio de 2019     | ITF Lima, Perú             | 15,000 | Arcilla    | Nadia Echeverría Alam   | 6–3, 6–1      |
| Victoria  | 2–0 | octubre de 2019   | ITF Tabarka, Túnez         | 15,000 | Arcilla    | Irene Lavino            | 6–2, 6–3      |
| Pérdida   | 2-1 | diciembre de 2019 | ITF Heraklion, Grecia      | 15,000 | Arcilla    | Darya Astakhova         | 2–6, 0–6      |
| Pérdida   | 2–2 | mayo de 2022      | ITF São Paulo, Brasil      | 15,000 | Arcilla    | Martina Capurro Taborda | 6–2, 3–6, 0–6 |
| Pérdida   | 2–3 | agosto de 2022    | ITF Río de Janeiro, Brasil | 25,000 | Arcilla    | Gabriela Cé             | 6–4, 5–7, 3–6 |

### Dobles: 32 (14 títulos, 19 subcampeonatos)
| Premios                |
| ---------------------- |
| torneos de USD 100,000 |
| torneos de USD 80,000  |
| torneos de USD 60,000  |
| torneos de USD 25,000  |
| torneos de USD 15,000  |
| torneos de USD 10,000  |

| Finales por superficie |
| ---------------------- |
| Dura (1–5)             |
| Arcilla (11–25)        |
| Hierba (0–0)           |
| Carpeta (2–2)          |

| Resultado | V–P   | Fecha           | Torneo                     | Nivel  | Superficie  | Compañero             | Adversarios                                 | Puntaje               |
| --------- | ----- | --------------- | -------------------------- | ------ | ----------- | --------------------- | ------------------------------------------- | --------------------- |
| Victoria  | 1–0   | Julio 2014      | ITF Santa Cruz, Bolivia    | 10,000 | Arcilla     | Sara Giménez          | Sofía Luini Guadalupe Pérez Rojas           | 6–7(3), 6–4, [10–8]   |
| Pérdida   | 1–1   | Agosto 2015     | ITF Bursa, Turquía         | 10,000 | Dura        | María Álvarez Terán   | Katharina Hering Mirabelle Njoze            | 6–7(4), 4–6           |
| Pérdida   | 1–2   | Marzo 2016      | ITF São José, Brasil       | 10,000 | Arcilla     | María Herazo González | Carolina Alves Camila Giangreco Campiz      | 3–6, 4–6              |
| Pérdida   | 1–3   | Octubre 2016    | ITF Hammamet, Túnez        | 10,000 | Arcilla     | Fernanda Brito        | Carolina Alves Karin Kennel                 | 2–6, 6–4, [9–11]      |
| Pérdida   | 1–4   | Octubre 2016    | ITF Hammamet, Túnez        | 10,000 | Arcilla     | Fernanda Brito        | Alice Bacquié Pia König                     | 4–6, 1–6              |
| Pérdida   | 1–5   | Noviembre 2016  | ITF Hammamet, Túnez        | 10,000 | Arcilla     | Carolina Alves        | Diana Enache Ilona Georgiana Ghioroaie      | 6–3, 1–6, [8–10]      |
| Pérdida   | 1–6   | Noviembre 2016  | ITF Hammamet, Túnez        | 10,000 | Arcilla     | Carolina Alves        | Tamara Čurović Déborah Kerfs                | 6–7(5), 3–6           |
| Victoria  | 2–6   | Mayo 2017       | ITF Pula, Italia           | 15,000 | Arcilla     | Fernanda Brito        | Maria Masini Lisa Ponomar                   | 6–3, 0–6, [10–3]      |
| Pérdida   | 2–7   | Junio 2017      | ITF Antalya, Turquía       | 15,000 | Arcilla     | Ena Kajević           | Georgia Crăciun Ilona Georgiana Ghioroaie   | w/o                   |
| Pérdida   | 2–8   | Junio 2017      | ITF Hammamet, Túnez        | 15,000 | Arcilla     | Fernanda Brito        | Hsieh Yu-chieh Wu Fang-hsien                | 7–5, 3–6, [9–11]      |
| Victoria  | 3–8   | Junio 2017      | ITF Hammamet, Túnez        | 15,000 | Arcilla     | Fernanda Brito        | Lucía de la Puerta Uribe Guiomar Maristany  | 6–1, 6–3              |
| Pérdida   | 3–9   | Julio 2017      | ITF Getxo, España          | 25,000 | Arcilla     | Cristina Bucșa        | Andrea Gámiz Aleksandrina Naydenova         | 2–6, 4–6              |
| Pérdida   | 3–10  | Octubre 2017    | ITF Lambaré, Paraguay      | 15,000 | Arcilla     | Thaisa Grana Pedretti | Fernanda Brito Camila Giangreco Campiz      | w/o                   |
| Pérdida   | 3–11  | Noviembre 2017  | ITF Cúcuta, Colombia       | 15,000 | Arcilla     | Sofía Múnera Sánchez  | Emily Appleton María José Portillo Ramírez  | 3–6, 6–7(2)           |
| Victoria  | 4–11  | Diciembre 2017  | ITF Luque, Paraguay        | 15,000 | Dura        | Thaisa Grana Pedretti | Montserrat González Ana Sofía Sánchez       | 6–2, 6–4              |
| Victoria  | 5–11  | Agosto 2018     | ITF Caslano, Suiza         | 15,000 | Arcilla     | Alba Carrillo Marín   | Natasha Piludu Maya Tahan                   | 6–4, 6–4              |
| Pérdida   | 5–12  | Noviembre 2018  | ITF Lousada, Portugal      | 15,000 | Dura (i)    | Alba Carrillo Marín   | Olga Parres Azcoitia Ioana Loredana Roșca   | 2–6, 2–6              |
| Finalista | 5–13  | Noviembre 2018  | ITF Castellón, España      | 15,000 | Arcilla     | Noelia Bouzó Zanotti  | Claudia Hoste Ferrer Michele Alexandra Zmău | Cancelado             |
| Victoria  | 6–13  | Diciembre 2018  | ITF Solarino, Italia       | 15,000 | Carpeta (i) | Lou Adler             | Maria Masini Manca Pislak                   | 2–6, 6–4, [10–6]      |
| Victoria  | 7–13  | Mayo 2019       | ITF Cantanhede, Portugal   | 15,000 | Carpeta     | Alba Carrillo Marín   | Francisca Jorge Anna Ureke                  | 6–3, 4–6, [10–6]      |
| Victoria  | 8–13  | Junio 2019      | ITF Tabarka, Túnez         | 15,000 | Arcilla     | Noelia Bouzó Zanotti  | María Marfutina Anastasiya Poplavska        | 6–0, 6–3              |
| Pérdida   | 8–14  | Julio 2019      | ITF Tabarka, Túnez         | 15,000 | Arcilla     | Alica Rusová          | Ioana Gașpar Yuliana Lizarazo               | 5–7, 3–6              |
| Victoria  | 9–14  | Agosto 2019     | ITF Santa Cruz, Bolivia    | 15,000 | Arcilla     | Jazmín Ortenzi        | Elizaveta Koklina Anna Morgina              | 6–1, 4–6, [11–9]      |
| Victoria  | 10–14 | Agosto 2019     | ITF La Paz, Bolivia        | 15,000 | Arcilla     | Jazmín Ortenzi        | Romina Ccuno Antonia Samudio                | 6–2, 1–6, [10–4]      |
| Victoria  | 11–14 | Agosto 2019     | ITF Lambaré, Paraguay      | 15,000 | Arcilla     | Montserrat González   | Fernanda Brito Sofía Luini                  | 6–0, 6–4              |
| Victoria  | 12–14 | Septiembre 2019 | ITF Tabarka, Túnez         | 15,000 | Arcilla     | Natalia Siedliska     | Martina Colmegna María Herazo González      | 7–5, 6–1              |
| Victoria  | 13–14 | Noviembre 2019  | ITF Heraklion, Grecia      | 15,000 | Arcilla     | Noelia Bouzó Zanotti  | Draginja Vuković Lexie Stevens              | 6–4, 5–7, [10–6]      |
| Pérdida   | 13–15 | Noviembre 2019  | ITF Heraklion, Grecia      | 15,000 | Arcilla     | Oana Gavrilă          | Ani Amiraghyan Julia Stamatova              | 1–6, 6–4, [7–10]      |
| Pérdida   | 13–16 | Septiembre 2021 | ITF Monastir, Túnez        | 15,000 | Dura        | Elena Milovanović     | Choi Ji-hee Jeong Yeong-won                 | 4–6, 6–3, [5–10]      |
| Pérdida   | 13–17 | Febrero 2022    | ITF Tucumán, Argentina     | 25,000 | Dura        | Nicole Fossa Huergo   | María Lourdes Carlé Julieta Estable         | 6–3, 0–6, [7–10]      |
| Pérdida   | 13–18 | Mayo 2022       | ITF Curitiba, Brasil       | 15,000 | Arcilla     | Ana Filipa Santos     | Martina Capurro Taborda Fernanda Labraña    | 1–6, 4–6              |
| Pérdida   | 13–19 | Mayo 2022       | ITF São Paulo, Brasil      | 15,000 | Arcilla     | Romina Ccuno          | Martina Capurro Taborda Fernanda Labraña    | 6–7(1–7), 6–3, [7–10] |
| Victoria  | 14–19 | Agosto 2022     | ITF Río de Janeiro, Brasil | 25,000 | Arcilla     | Thaísa Grana Pedretti | Riya Bhatia María Paulina Pérez             | 6–3, 6–1              |